# Magneux-Haute-Rive
Magneux-Haute-Rive est une commune française située dans le département de la Loire en région Auvergne-Rhône-Alpes, et faisant partie de Loire Forez Agglomération.

## Géographie

### Situation
Magneux-Haute-Rive est au centre de la plaine du Forez, entre sa sous-préfecture Montbrison (13 km au sud-ouest) et Feurs (10 km au nord-est), 
à 10 km de la rive gauche (côté ouest) de la Loire. Montrond-les-Bains est à 7 km au sud-ouest (en rive droite de la Loire), la préfecture Saint-Étienne est à 35 km au sud-ouest (par l'autoroute) ; Lyon à 72 km à l'ouest.

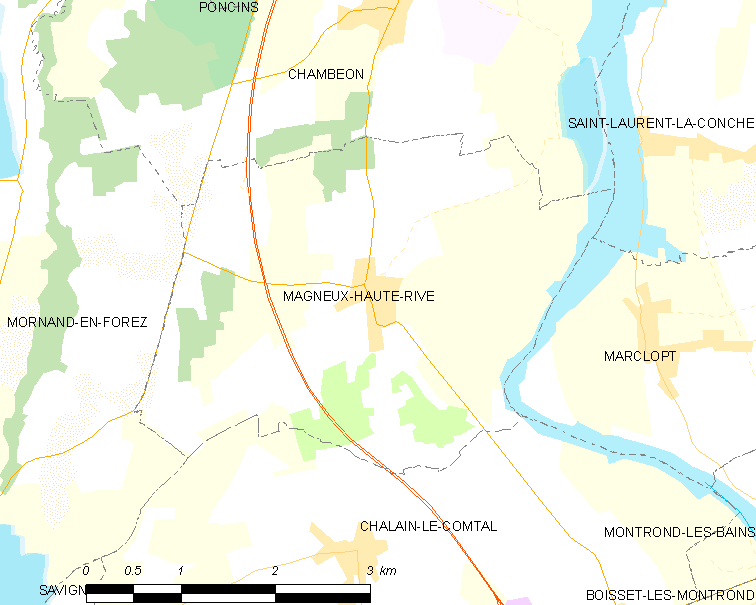
Localisation du village et des communes aux alentours

|                  | Chambéon           | Saint-Laurent-la-Conche |
| Mornand-en-Forez | Magneux-Haute-Rive | Marclopt                |
|                  | Chalain-le-Comtal  |                         |

### Voies de communication et transports
L'autoroute A72 traverse la partie ouest de la commune, avec le plus proche accès à 6 km au sud (entrée-sortie no 7 « Montbrison » sur Chalain-le-Comtal).

## Hydrographie
La Loire sert de limite de commune à l'est sur à peu près 2,7 km au total, principalement avec Marclopt, et plus au nord avec Saint-Laurent-la-Conche pour environ 550 m.
L'Aillot, petit affluent du Lignon, prend source sur la commune et remonte vers le nord.

### Climat
Pour des articles plus généraux, voir Climat d'Auvergne-Rhône-Alpes et Climat de la Loire.
En 2010, le climat de la commune est de type climat océanique dégradé des plaines du Centre et du Nord, selon une étude du Centre national de la recherche scientifique s'appuyant sur une série de données couvrant la période 1971-2000. En 2020, Météo-France publie une typologie des climats de la France métropolitaine dans laquelle la commune est exposée à un climat de montagne ou de marges de montagne et est dans la région climatique Nord-est du Massif Central, caractérisée par une pluviométrie annuelle de 800 à 1 200 mm, bien répartie dans l’année.
Pour la période 1971-2000, la température annuelle moyenne est de 10,8 °C, avec une amplitude thermique annuelle de 16,8 °C. Le cumul annuel moyen de précipitations est de 645 mm, avec 7,9 jours de précipitations en janvier et 6,8 jours en juillet. Pour la période 1991-2020, la température moyenne annuelle observée sur la station météorologique de Météo-France la plus proche, « Feurs », sur la commune de Feurs à 9 km à vol d'oiseau, est de 12,1 °C et le cumul annuel moyen de précipitations est de 650,3 mm,. Pour l'avenir, les paramètres climatiques de la commune estimés pour 2050 selon différents scénarios d'émission de gaz à effet de serre sont consultables sur un site dédié publié par Météo-France en novembre 2022.

## Urbanisme

### Typologie
Au 1er janvier 2024, Magneux-Haute-Rive est catégorisée commune rurale à habitat dispersé, selon la nouvelle grille communale de densité à sept niveaux définie par l'Insee en 2022.
Elle est située hors unité urbaine. Par ailleurs la commune fait partie de l'aire d'attraction de Saint-Étienne, dont elle est une commune de la couronne,. Cette aire, qui regroupe 105 communes, est catégorisée dans les aires de 200 000 à moins de 700 000 habitants,.

### Occupation des sols
L'occupation des sols de la commune, telle qu'elle ressort de la base de données européenne d’occupation biophysique des sols Corine Land Cover (CLC), est marquée par l'importance des territoires agricoles (82,7 % en 2018), une proportion sensiblement équivalente à celle de 1990 (82,4 %). La répartition détaillée en 2018 est la suivante : 
prairies (40,5 %), terres arables (38,4 %), forêts (10,9 %), zones agricoles hétérogènes (3,8 %), zones urbanisées (3,4 %), eaux continentales (3,1 %). L'évolution de l’occupation des sols de la commune et de ses infrastructures peut être observée sur les différentes représentations cartographiques du territoire : la carte de Cassini (XVIIIe siècle), la carte d'état-major (1820-1866) et les cartes ou photos aériennes de l'IGN pour la période actuelle (1950 à aujourd'hui).

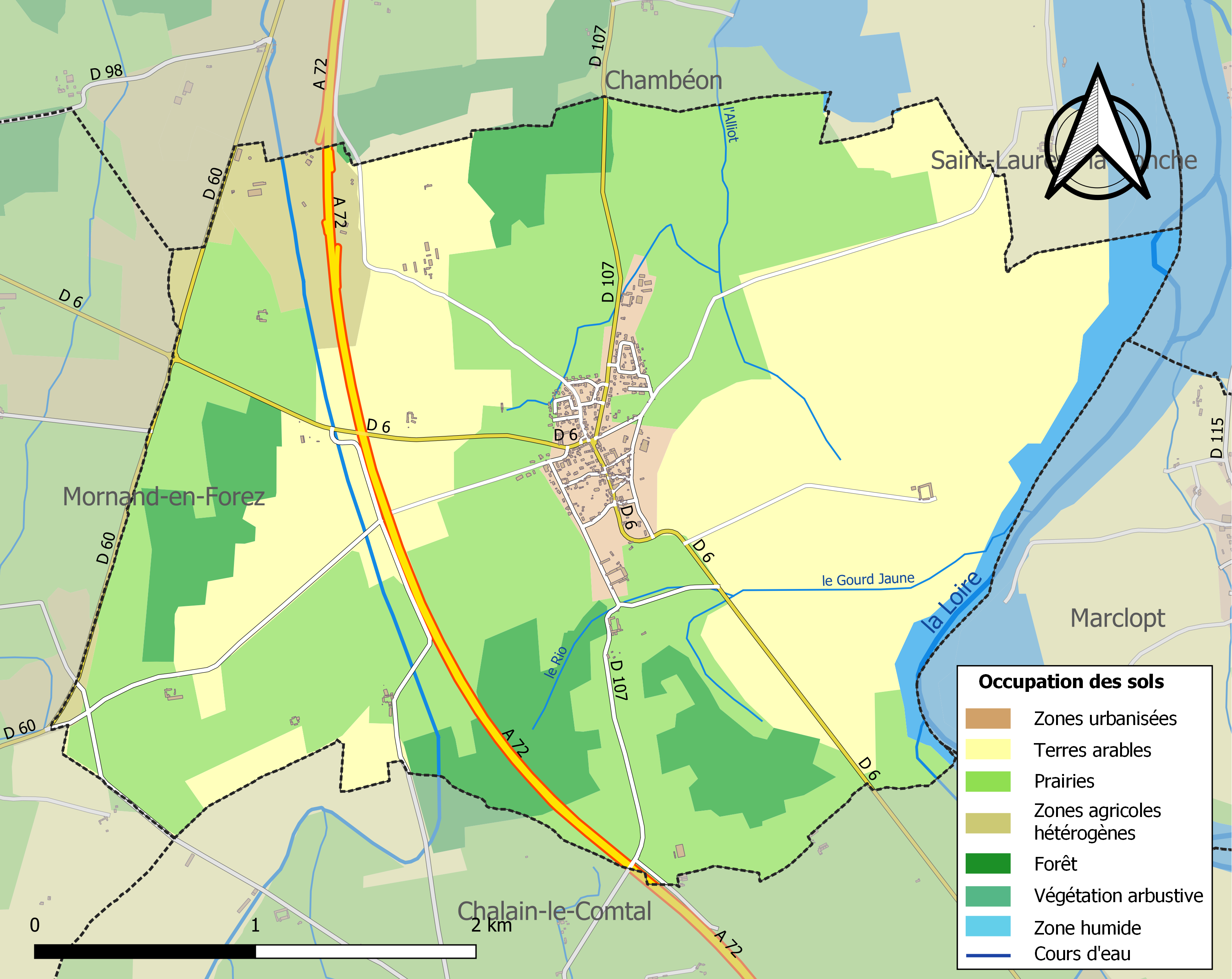
Carte des infrastructures et de l'occupation des sols de la commune en 2018 (CLC).

## Histoire

### Antiquité
La voie Bolène passait au hameau la Boulène, environ 2 km sud-ouest du bourg,.

### Moyen-Âge
La première mention médiévale du Forez apparaît en 918 dans la donation faite à l'abbaye de Savigny de l'église Sainte-Marie, du prieuré de Alta Rivoria, des maisons, des champs, prés, moulins jusqu'au lieu-dit Buscio (Le Bois) ainsi que des vignes situées plus au sud.
En 1183, l'église Saint-Martin dépendait de l'abbaye de l'Île-Barbe, probablement à la suite du rattachement du prieuré à celui de Sury-le-Comtal.
En août 1250, Guy V, comte de Forez, revenu d'Orient depuis janvier, donna à son cousin Guillaume d'Acre, la moitié du château de Magneu et de sa seigneurie, se réservant la garde du prieuré. Ses descendants le gardèrent jusqu'en 1356.
La Boulène
La Boulène, située le long de la voie Bolène, est une ancienne paroisse qui appartenait à l'église de Lyon. Il existait une église Saint-Nicolas de la Bolène, mentionnée dans un pouillé du XVIe siècle sous le nom d'ecclesia de Saint Caliaus parmi les paroisses de l'archiprêtré de Montbrison. C'était un prieuré bâti au bord de la voie Bolène. En 1106 l'archevêque de Lyon Hugues Ier donne au chapitre cathédral deux setiers de miel à prendre sur les revenus de cette église. Elle est cédée à la Chaise-Dieu en 1116 et réunie au prieuré de Montverdun en 1233 au moment de l'annexion de ce dernier par la Chaise-Dieu. Mais elle a disparu au XIVe siècle, pendant la guerre de Cent Ans. Il n'en reste rien. En 1893, Vincent Durand dit qu'« il est détruit depuis longtemps et une pièce d'eau avait été établie sur son emplacement qui dépend aujourd'hui de la commune de Magneux-Haute-Rive ».

## Blasonnement
|  | Les armoiries de Magneux-Haute-Rive se blasonnent ainsi : D’azur à l’écusson d’or à la croix crossée de sable et à la bordure componée de sable et d’or ; l’écu bordé ondé en flanc et en pointe d’argent. |

## Politique et administration
| Période                                  | Période  | Identité        | Étiquette | Qualité |
| ---------------------------------------- | -------- | --------------- | --------- | ------- |
| Les données manquantes sont à compléter. |          |                 |           |         |
| mars 1995                                | mai 2020 | Jean-Paul Dumas |           |         |
| mai 2020                                 | En cours | Roland Bonnefoi |           |         |

Magneux-Haute-Rive faisait partie de la communauté d'agglomération de Loire Forez de 2003 à 2016 puis a intégré Loire Forez Agglomération.

## Démographie
L'évolution du nombre d'habitants est connue à travers les recensements de la population effectués dans la commune depuis 1793. Pour les communes de moins de 10 000 habitants, une enquête de recensement portant sur toute la population est réalisée tous les cinq ans, les populations de référence des années intermédiaires étant quant à elles estimées par interpolation ou extrapolation. Pour la commune, le premier recensement exhaustif entrant dans le cadre du nouveau dispositif a été réalisé en 2005.

En 2022, la commune comptait 560 habitants, en évolution de +0,54 % par rapport à 2016 (Loire : +1,32 %, France hors Mayotte : +2,11 %).
| 1793 | 1800 | 1806 | 1821 | 1831 | 1836 | 1841 | 1846 | 1851 |
| ---- | ---- | ---- | ---- | ---- | ---- | ---- | ---- | ---- |
| 350  | 345  | 278  | 677  | 431  | 423  | 454  | 521  | 444  |

| 1856 | 1861 | 1866 | 1872 | 1876 | 1881 | 1886 | 1891 | 1896 |
| ---- | ---- | ---- | ---- | ---- | ---- | ---- | ---- | ---- |
| 431  | 484  | 476  | 444  | 454  | 411  | 444  | 462  | 448  |

| 1901 | 1906 | 1911 | 1921 | 1926 | 1931 | 1936 | 1946 | 1954 |
| ---- | ---- | ---- | ---- | ---- | ---- | ---- | ---- | ---- |
| 432  | 462  | 401  | 346  | 330  | 292  | 322  | 289  | 268  |

| 1962 | 1968 | 1975 | 1982 | 1990 | 1999 | 2005 | 2006 | 2010 |
| ---- | ---- | ---- | ---- | ---- | ---- | ---- | ---- | ---- |
| 256  | 228  | 218  | 185  | 259  | 304  | 349  | 354  | 481  |

| 2015 | 2020 | 2022 | - | - | - | - | - | - |
| ---- | ---- | ---- | - | - | - | - | - | - |
| 542  | 567  | 560  | - | - | - | - | - | - |

## Lieux et monuments

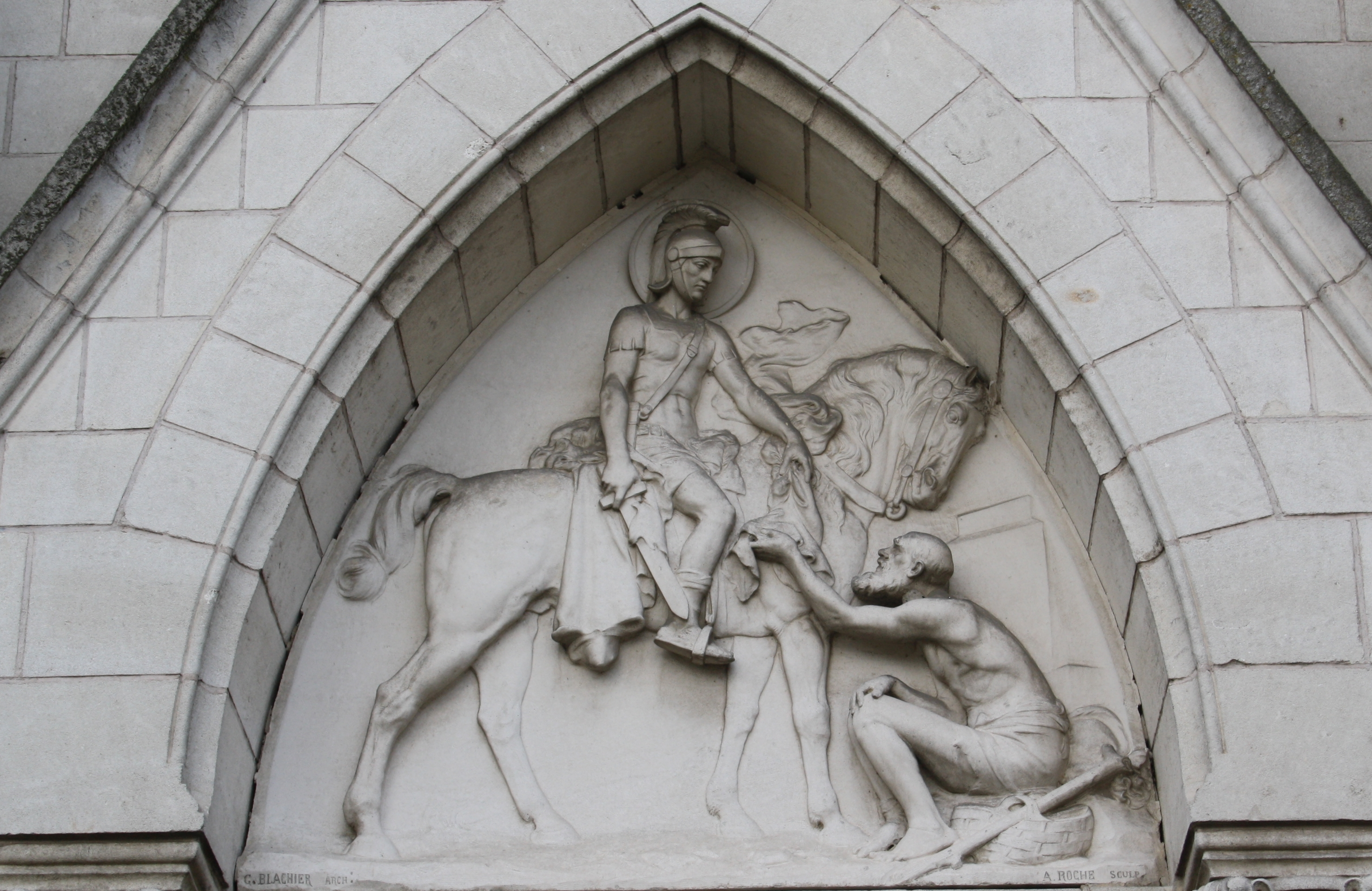
Détail de l'église Saint-Martin

- Château du XVIIIe siècle (propriété privée).
- Église Saint-Martin